# Stampverk

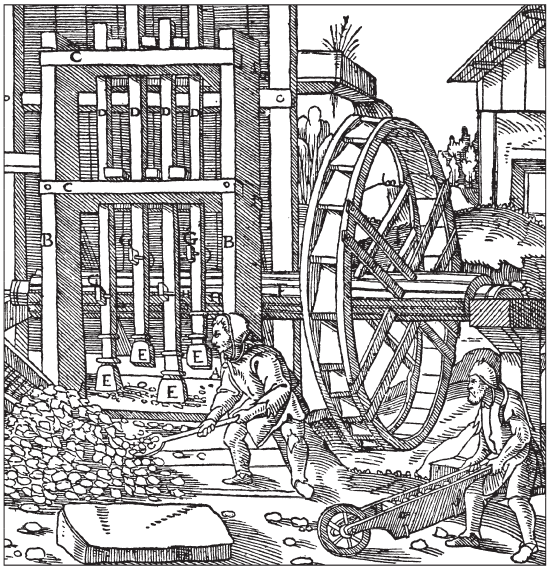
Stampverk för malm i Georgius Agricolas De re metallica (1556).

Stampverk är en typ av fallhammare, som tidigare användes för krossning och sönderdelning av material. Ett stampverk fungerar i princip som en mortel; tunga, ibland järnskodda klubbor eller bjälkar lyfts upp och faller ned av sin egen tyngd på materialet som ska krossas. Stampverk kan vara drivna av vattenkraft (med ett vattenhjul) eller vindkraft (inbyggt i en väderkvarn), hela byggnaden kan då kallas stampkvarn.

## Typer av stampverk
- Vadmalsstamp var ett stampverk som tidigare användes vid tillverkning av ylletyger.
- Benstamp var ett stampverk som tidigare användes för krossning av djurben till benmjöl vilket användes som gödningsmedel innan konstgödning kom i allmänt bruk.
- Sinnerstamp var ett stampverk som tidigare användes i masugnar för återvinning av små järnpartiklar genom att krossa slagg.
- Malmstamp användes i masugnar för att krossa malmen efter rostningen i rostugnen. Att krossa malmen i mindre stycken kallades tidigare för ”bokning”. Malmstampen ersattes senare av malmkrossen.[1] Se även bokare.
- Stampverk har använts för många ändamål, till exempel blyertsstamp,[2] stampkvarn för att stampa växter som lin och hampa för tillverkning av rep och segel, se till exempel väderkvarnen Spelbomskan, eller för beredning av ingående beståndsdelar i tillverkning av krut.[3]

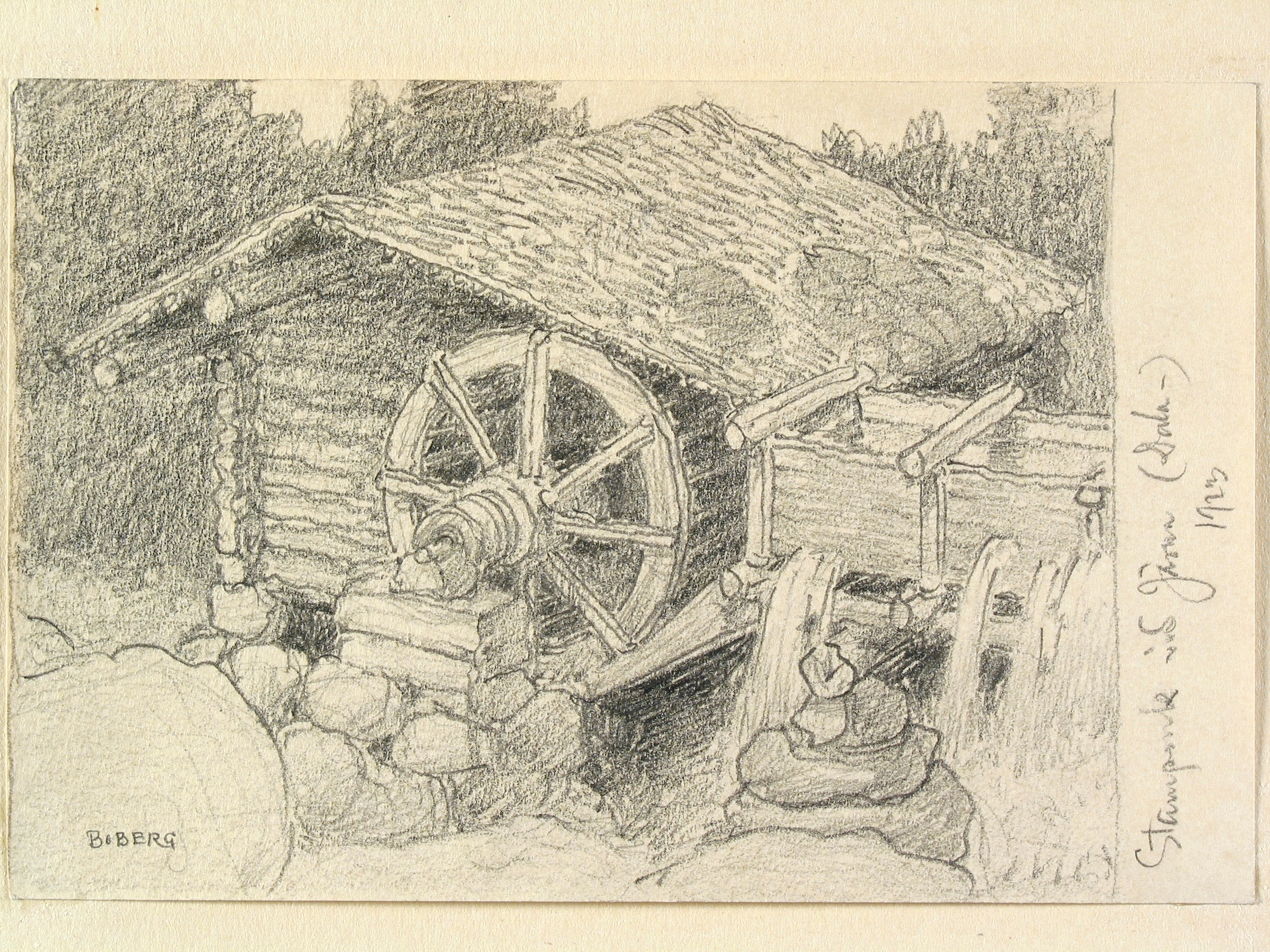
Stampkvarn. Teckning av Ferdinand Boberg.